# Oplachantha atriceps
Oplachantha atriceps är en tvåvingeart som först beskrevs av James 1977.  Oplachantha atriceps ingår i släktet Oplachantha och familjen vapenflugor. Inga underarter finns listade i Catalogue of Life.